# Susie Abromeit
Susie Abromeit (ur. 15 listopada 1982 w Bostonie w Massachusetts) – amerykańska aktorka filmowa i telewizyjna, absolwentka Uniwersytetu Duke’a w Durham w stanie Karolina Północna.

## Filmografia wybrana

### filmy fabularne
- 2007: Sydney i siedmiu nieudaczników (Sydney White) jako czirliderka
- 2008: Sekspedycja (Sex Drive) jako kuzynka Tiffany
- 2011: Mokra robota (Setup) jako Valerie
- 2011 Inwazja: Bitwa o Los Angeles (World Invasion: Battle Los Angeles) jako Amanda
- 2012: Tajemnicza wyspa Juliusza Verne’a (Mysterious Island) jako Abby Fogg
- 2013: Zimowa dziewczyna (Snow Bride) jako Klaire Sinclaire
- 2013: Pod przykryciem (Ambushed) jako Kathy
- 2013: Wąż kontra Mangusta  (Snake and Mongoose) jako Kelly
- 2014: Inwazja krwiożerczych pijawek (Blood Lake: Attack of the Killer Lampreys) jako Ellen
- 2017: W imię zła (Sometimes the Good Kill, TV) jako Talia

### seriale TV
- 2007: Tożsamość szpiega jako Jenna Reese
- 2008–2009: As the World Turns jako Anna Kasnoff
- 2009: Pogoda na miłość jako Susie / aktorka Peyton
- 2011: A Gifted Man jako Lacey Sandreski
- 2011: CSI: Kryminalne zagadki Miami jako Kayla Bledsoe
- 2012: W sercu Hollywood jako Ericka
- 2013: CSI: Kryminalne zagadki Las Vegas jako Tara Janssen
- 2013: Zbrodnie Palm Glade jako Corinne Meltzer
- 2013: Nie z tego świata jako Suzy Lee
- 2014: Rake jako Summer
- 2014: Pokojówki z Beverly Hills jako Dahlia Nova
- 2014: Battle Creek jako Al
- 2015: Jessica Jones jako Pam
- 2015–2016: Chicago Med jako Zoe Roth
- 2017: Code Black: Stan krytyczny jako Lily
- 2017: DC’s Legends of Tomorrow jako Pani Palmer